# Plopiș (okręg Marmarosz)
Plopiș – wieś w Rumunii, w okręgu Marmarosz, w gminie Șișești. W 2011 roku liczyła 522 mieszkańców.